# Kalmukkische Autonome Socialistische Sovjetrepubliek
De Kalmukkische Autonome Socialistische Sovjetrepubliek (Russisch: Калмыцкая Автономная Социалистическая Советская Республика of Kalmukkische ASSR (Russisch: Калмыцкая АССР) was een autonome socialistische sovjetrepubliek van de Sovjet-Unie.
De Kalmukkische Autonome Socialistische Sovjetrepubliek ontstond uit de Kalmukkische Autonome Oblast die op 22 oktober 1935 de status van ASSR kreeg. De staat werd in 1943 na de bevrijding van de Duitse bezetter afgeschaft.
In januari 1957 werd de Kalmukkische Autonome Oblast opnieuw opgericht en de status werd in 1958 opnieuw verhoogd zodat de Kalmukkische Autonome Socialistische Sovjetrepubliek in 1958 opnieuw werd opgericht. In 1990 verklaarde de Kalmukken zich onafhankelijk en kreeg de Kalmukkische Autonome Socialistische Sovjetrepubliek hernoemd tot de Kalmukkische Socialistische Sovjetrepubliek. In 31 maart 1992 werd de republiek hernoemd tot de autonome republiek Kalmukkië